# Tetramethrine
Tetramethrine, de triviale naam voor (1,3,4,5,6,7-hexahydro-1,3-dioxo-2H-isoindol-2-yl)methyl 2,2-dimethyl-3-(2-methyl-1-propenyl)cyclopropaancarboxylaat, is een organische verbinding met als brutoformule C19H25NO4. Het is een kleurloos kristallijn poeder met een kenmerkende geur, dat onoplosbaar is in water.
Chemisch gezien is het een pyrethroïde, een synthetisch insecticide. Tetramethrine werkt in op het zenuwstelsel van insecten. Het commerciële product is meestal een mengsel van stereo-isomeren.